# Great Gaddesden
Great Gaddesden est une paroisse civile et un village du Hertfordshire, en Angleterre.